# Trønderski
Trønderski était un fabricant de skis créé par le coureur du combiné nordique Olav Lian en association avec le magasin de sport Axel Bruun à Trondheim. L'usine était située à Selsbakk et a existé jusqu'en 1974. 